# ハリスバーグ (ペンシルベニア州)

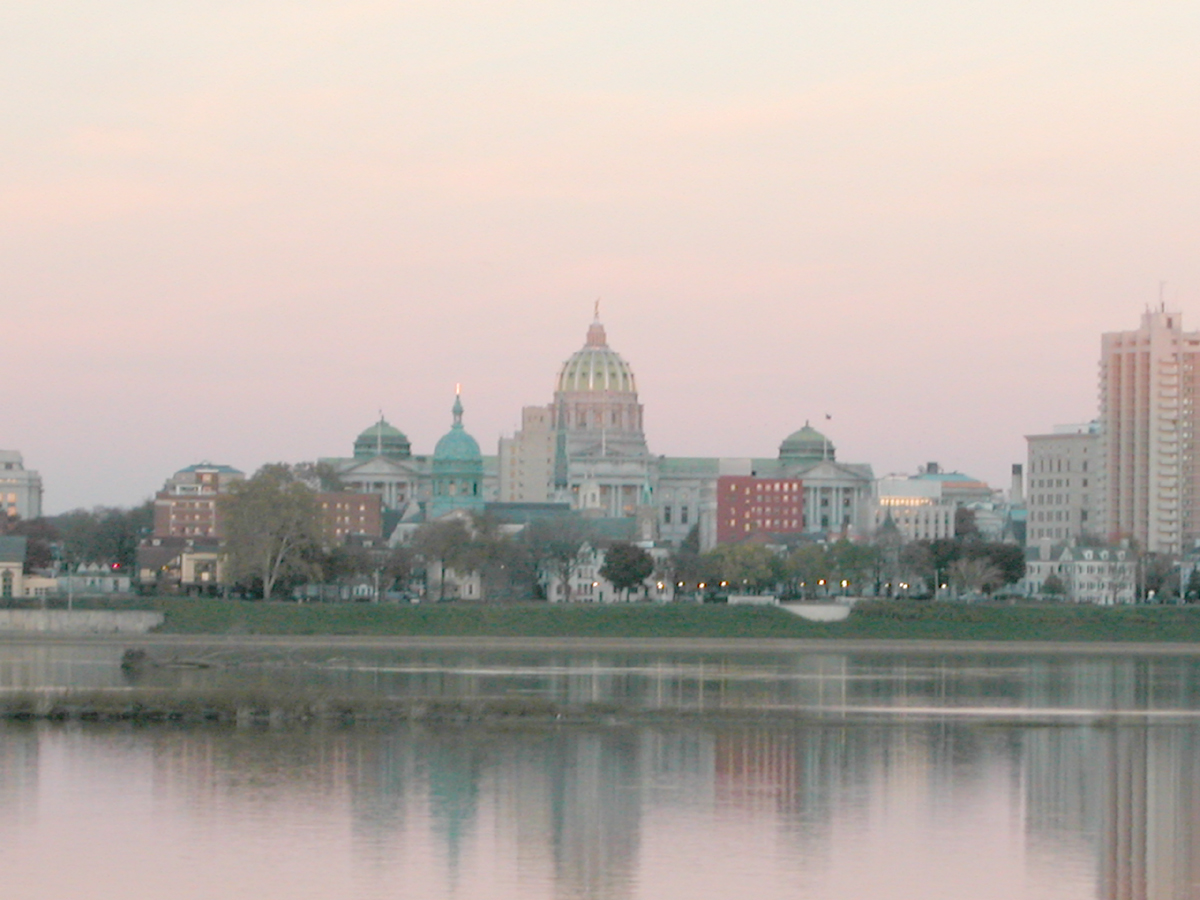
ハリスバーグのダウンタウン

ハリスバーグ（Harrisburg）は、アメリカ合衆国ペンシルベニア州の州都。人口は5万0099人（2020年）。フィラデルフィアの北西170キロメートルに位置し、市内をサスケハナ川が流れている。
ハリスバーグは全米の州都としては最も古く、最も歴史上重要な都市のひとつである。同市は西部開拓・南北戦争・産業革命のいずれにおいても重要な役割を担ってきた。19世紀に運河・鉄道が開通、インフラが整備されると、工業都市として成長した。しかし、アメリカ北部の多くの工業都市と同様、1950年代を境に衰退した。
また、ハリスバーグは、南東郊のミドルタウン市で起こった惨事、スリーマイル島原子力発電所事故でも有名である。

## 歴史

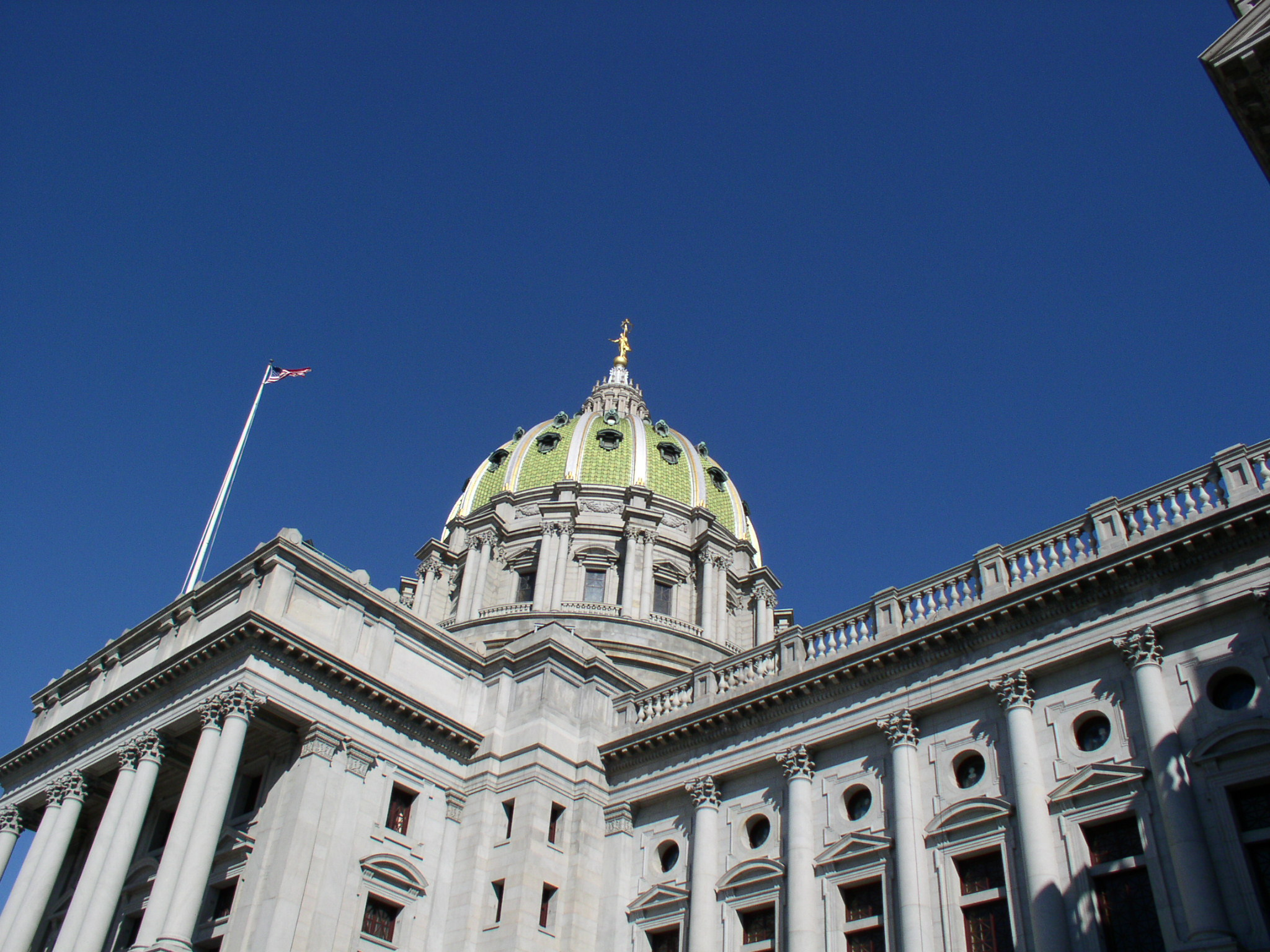
ペンシルベニア州会議事堂

1719年、イギリスの貿易商ジョン・ハリスが初めてこの地に足を踏み入れた。ハリスは1733年にこの一帯に800エーカーの土地を与えられる。1753年、息子のジョン・ハリス・ジュニアがフェリーの便を開設。「ハリスのフェリー」として知られるようになる。1785年に町が整備され、「ハリスバーグ」と名付けられたが、翌年にフランス国王ルイ16世を称えて「ルイスバーグ」と改称された。1791年に町名をハリスバーグに戻して正式な町となり、1812年にペンシルベニア州の州都になった。1860年には市に昇格した。
19世紀、ペンシルベニア運河とペンシルベニア鉄道の開通で、同市はアメリカ合衆国北東部で最も工業化の進んだ都市のひとつとなった。1918-19年、第一次世界大戦末期に就航した軍艦ハリスバーグ（USS Harrisburg）は同市を称えてその名をつけられた。
しかし全米の多くの主要都市同様、1950年代を境に工業都市としての地位が低下、人口が減少し、衰退への道をたどり始めた。ペンシルベニア州特有の複雑な都市制度が災いして合併・市域拡張・統合があまりできず、人口は郊外へ流出した。1981年には全米で2番目に行き詰まった都市であった。しかし、30億米ドルにおよぶ巨額を投じての再開発により、市は見事に再生した。
2011年10月12日に連邦倒産法第9章の適用を申請した。

## 地理
ハリスバーグは北緯40度16分11秒 西経76度52分32秒 / 北緯40.26972度 西経76.87556度（40.269789, -76.875613）に位置している。アメリカ合衆国統計局によると、ハリスバーグ市は総面積29.6km2（11.4mi2）である。このうち21.0km2（8.1 mi2）が陸地で8.6km2（3.3mi2）が水域である。総面積の29.1%が水域となっている。
ハリスバーグはペンシルベニア州中南部の肥沃な農業地帯に位置する。また、同市はアメリカ合衆国北東部のメガロポリスの最西端をなしている。北にはアパラチア山系のブルーリッジ山脈が連なっている。ハリスバーグの西にはサスケハナ川が流れ、市の西境を成している。サスケハナ川には1マイルに及ぶ長大橋が何本もかかっている。
参考: w:List of Susquehanna River bridges（Wikipedia英語版）
また、ハリスバーグはいくつかの地区に分かれている。市域の外にもいくつかのコミュニティがあるが、それらのコミュニティも「ハリスバーグ」の名を共有している。
参考: w:List of Harrisburg neighborhoods（Wikipedia英語版）

## 文化
ハリスバーグは都市化の進んだ合衆国北東部にあり、全米で最も長い歴史をもつ州都のひとつであることから、芸術・文化施設が充実している。フィラデルフィア・ボルチモア・ワシントンD.C.といった大都市に近接していることがハリスバーグの文化の質をさらに高いものにしている。新旧さまざまな団体が市・地元企業・コミュニティの支援を受け、また還元する形で自らの文化の研鑚に努め、日々質を高めている。
市の中心部には2つの大きな劇場があり、そのいずれも規模だけではなく、デザインの質や受ける讃辞においても卓越している。1930-31年に建設されたザ・フォーラム（The Forum）はペンシルベニア州庁舎の敷地内にあり、荘厳な1,763席のコンサートホールを持つ。ハリスバーグ交響楽団（Harrisburg Symphony Orchestra）は、1931年からこのザ・フォーラムを本拠地にしている。1999年に完成したホワイテイカー芸術科学センター（Whitaker Center for Science and the Arts）は全米で初めて教育・科学・芸術をひとつの建物で兼ねる施設である。このほか、市内には国立南北戦争博物館やペンシルベニア州立博物館を抱える。
また、ハリスバーグは全米最大の農業展示会であるペンシルベニア・ファーム・ショーの開催地でもある。2004年にはカウ・パレード（CowParade）という、世界各国の主要都市で開催される国際的な芸術展示会がハリスバーグで開催された。

## スポーツ

### 野球
- ハリスバーグ・セネターズ - ワシントン・ナショナルズ傘下、イースタンリーグ（マイナーリーグの一つ）所属のAA。

### バスケットボール
- ハリスバーグ・ホライズン - イースタン・バスケットボール・アライアンス（独立リーグの一つ）所属。

## メディア
ハリスバーグとその周辺には3社の新聞が読まれている。パトリオット・ニュース（The Patriot News）は最大の読者層を持つ総合紙で、1日の発行部数は100,000部を超える。プレス・アンド・ジャーナル紙（The Press and Journal）とセンチネル紙（The Sentinel）も日刊紙を発行している。ハリスバーグ都市圏はメディア市場規模で全米第41位にランクされ、テレビ局・ラジオ局もいくつか開局している。
参考: w:Harrisburg Newspapers・w:Harrisburg AM Stations・w:Harrisburg FM Stations・w:Harrisburg TV Stations・w:Harrisburg in film and television（全て英語版Wikipedia）

## 交通
市の玄関口となっている空港はミドルタウン市に位置するハリスバーグ国際空港（IATA: MDT）である。
アムトラックのハリスバーグ駅は4番街およびチェスナット・ストリーツにあり、当駅に停車する列車は下記の通り。
ピッツバーグとニューヨーク間の昼行長距離列車ペンシルベニアン号…1日1往復停車
ハリスバーグとニューヨーク間の昼行中距離列車キーストーン・サービス号…1日13往復発着
フィラデルフィアよりハリスバーグに至る区間はキーストーン・サービス号により高速かつ高頻度に列車が運行されている一方、ハリスバーグ以西の区間は現状1日1往復のみとなっているが、2017年現在もう1便の増発が可能かどうかの調査が行われている。
グレイハウンドのバスターミナルもあり、ニューヨークとセントルイスを結ぶ幹線バスがハリスバーグに停車する。このルートは西へはピッツバーグ・コロンバス・インディアナポリスなど、東へはフィラデルフィアなどの主要都市を通る。
市内の交通としては、州都地域交通局（CAT）が運営する路線バスがハリスバーグ都市圏を広くカバーしている。2008年後半にはコリダー・ワンと呼ばれる通勤電車が開通予定で、近郊のランカスターと結ばれる。ランカスターにはSEPTAの延伸予定もあり、開通するとハリスバーグとフィラデルフィアが通勤電車で結ばれることになる。

## 人口推移
| 統計年 | 人口     |
| ------ | -------- |
| 1850年 | 7,834人  |
| 1860年 | 13,405人 |
| 1870年 | 23,104人 |
| 1880年 | 30,762人 |
| 1890年 | 39,385人 |
| 1900年 | 50,167人 |
| 1910年 | 64,186人 |
| 1920年 | 75,917人 |
| 1930年 | 80,339人 |
| 1940年 | 83,893人 |
| 1950年 | 89,544人 |
| 1960年 | 79,697人 |
| 1970年 | 67,880人 |
| 1980年 | 53,264人 |
| 1990年 | 52,376人 |
| 2000年 | 48,950人 |
| 2010年 | 49,528人 |
| 2020年 | 50,099人 |

統計

## 教育

### 高等教育機関
- ディクソン大学センター（英語版）
- ハリスバーグ地域コミュニティカレッジ（英語版）
- ハリスバーグ科学技術大学（英語版）
- メサイア大学（英語版）
- ペンシルベニア州立大学ハリスバーグ校（英語版）
- テンプル大学ハリスバーグ校
- ワイドナー大学（英語版）ハリスバーグ校

## 姉妹都市
ハリスバーグは以下の都市と姉妹都市提携を結んでいる。
- パチューカ（メキシコ）
- マーロット（イスラエル）